# Lickå Sjöman
Lickå Sjöman, egentligen Anna Karin Birgitta Sjöman, född 10 november 1947 i Bromma i Stockholm, död 30 maj 2021 i Oscars församling i Stockholm, var en svensk skådespelare.
Lickå Sjöman var syster till Kyri Sjöman och har sonen Pontus Sjöman tillsammans med Peter Holthausen. Lickå Sjöman är gravsatt i minneslunden på Dalarö begravningsplats.

## Filmografi
- 1969 – Fadern
- 1969 – Eva – den utstötta
- 1977 – Tabu
- 1980 – Syndabocken
- 1981 – Babels hus (TV-serie)
- 1982 – Fanny och Alexander
- 1983 – Profitörerna (TV-serie)
- 1986 – Kulla-Gulla (TV-serie)
- 1986 – Räven
- 1987 – Jim och piraterna Blom

## Teater

### Roller (ej komplett)
| År   | Roll                                                               | Produktion | Regi                           | Teater                   |
| ---- | ------------------------------------------------------------------ | --- | ------------------------------ | ------------------------ |
| 1973 | Agnès                                                              | Äktenskapsskolan (L'école des femmes) Molière | Lars-Levi Læstadius John Price | Helsingborgs stadsteater |
| 1973 |                                                                    | Melodi på lergök Lars-Levi Læstadius | Lars-Levi Læstadius            | Helsingborgs stadsteater |
| 1973 | Anna                                                               | Värmlänningarna Fredrik August Dahlgren och Andreas Randel                                                                                        | Claes Sylwander                | Helsingborgs stadsteater |
| 1974 | Antonia                                                            | Kaktusblomman (Fleur de cactus) Pierre Barillet och Jean-Pierre Grédy                                                                             | Claes Sylwander                | Helsingborgs stadsteater |
| 1974 | Elmire                                                             | Tartuffe (Tartuffe, ou l'Imposteur) Molière | HansKarl Zeiser                | Helsingborgs stadsteater |
| 1974 | Estelle                                                            | Victor: När barnen tar makten (Victor, ou, Les Enfants au pouvoir) Roger Vitrac                                                                   | Hans Polster                   | Helsingborgs stadsteater |
| 1975 | Letta                                                              | En handelsresandes död (Death of a Salesman) Arthur Miller                                                                                        | Claes Sylwander                | Helsingborgs stadsteater |
| 1975 | Britt                                                              | Turarna, en färjepjäs Stellan Olsson och Jan Olsheden                                                                                             | Stellan Olsson                 | Helsingborgs stadsteater |
| 1975 | Indras dotter                                                      | Ett drömspel August Strindberg | Lars Svenson                   | Helsingborgs stadsteater |
| 1975 | Brita                                                              | Hemma igen Runar Schildt | Hans Polster                   | Helsingborgs stadsteater |
| 1975 | Mildred                                                            | Åh, ljuva ungdomstid (Ah, Wilderness) Eugene O'Neill                                                                                              | Olle Johansson                 | Helsingborgs stadsteater |
| 1976 | Desdemona                                                          | Othello William Shakespeare | Claes Sylwander                | Helsingborgs stadsteater |
| 1977 |                                                                    | Mäster Olof August Strindberg | Lars Svenson                   | Helsingborgs stadsteater |
| 1977 | Eva Lisa                                                           | Chez nous Anders Ehnmark och Per Olov Enquist | Hans Polster                   | Helsingborgs stadsteater |
| 1977 | Lillian                                                            | Lejonet och jungfrun (Tyren og jomfruen) Knut Faldbakken                                                                                          | Lars Svenson                   | Helsingborgs stadsteater |
| 1978 | Bosse/Mio                                                          | Mio, min Mio Astrid Lindgren | Karin Ekström Göran Omnéus     | Helsingborgs stadsteater |
| 1978 | Irina                                                              | Tre systrar (Три сeстры, Tri sestry) Anton Tjechov                                                                                                | Hans Polster                   | Helsingborgs stadsteater |
| 1978 |                                                                    | Åh, vilket härligt krig! (Oh, What a Lovely War!) Charles Chiltom och Joan Littlewood                                                             | Jan Lewin                      | Helsingborgs stadsteater |
| 1981 | Lillebror                                                          | Karlsson på taket Astrid Lindgren | Lars Barringer                 | Helsingborgs stadsteater |
| 1981 | Anja                                                               | Körsbärsträdgården (Вишнёвый сад, Visjnjovyj sad) Anton Tjechov                                                                                   | Gustaf Elander                 | Helsingborgs stadsteater |
| 1981 | Eugenie                                                            | Leva loppan (La puce à l'oreille) Georges Feydeau                                                                                                 | Henning Moritzen               | Helsingborgs stadsteater |
| 1982 | Josefine                                                           | Mellan himmel och jord Staffan Westerberg | Karin Ekström                  | Helsingborgs stadsteater |
| 1983 | Julie                                                              | Fröken Julie August Strindberg | Tom Deutgen                    | Helsingborgs stadsteater |
| 1983 | Häxa                                                               | Med slöja och svärd Birgit Hageby | Karin Parrot                   | Helsingborgs stadsteater |
| 1984 | Sharon Gina Vanessa Dansande flicka Flicka på museum Barbara Tyler | En gång till, Sam (Play It Again, Sam) Woody Allen                                                                                                | Staffan Olzon                  | Helsingborgs stadsteater |
| 1984 | Medverkande                                                        | Paris 1878 Staffan Olzon | Staffan Olzon                  | Helsingborgs stadsteater |
| 1984 | Medverkande                                                        | Paris 1918 Staffan Olzon | Staffan Olzon                  | Helsingborgs stadsteater |
| 1985 | Stinakajsa                                                         | Panik i Rölleby Anna Bondestam | Bengt Ahlfors                  | Helsingborgs stadsteater |
| 1986 | Luisa Mauer                                                        | Frihet i Bremen (Bremer Freiheit) Rainer Werner Fassbinder                                                                                        | Christian Zell                 | Helsingborgs stadsteater |
| 1986 | Blanche                                                            | Pappas hus (Widowers' Houses) George Bernard Shaw                                                                                                 | Palle Granditsky               | Helsingborgs stadsteater |
| 1986 | Hannchen                                                           | De båda sömngångarna eller Det nödvändiga och det överflödiga (Die beiden Nachtwandlern, oder das Notwendige und das Überflüssige) Johann Nestroy | Hans Polster                   | Helsingborgs stadsteater |
| 1987 | Samira                                                             | Tystnad Tagning! (הפלשתינאית, Ha-Palestinait) Joshua Sobol                                                                                        | Gunilla Berg                   | Helsingborgs stadsteater |
| 1987 | Mabel                                                              | En triangel (The Trigon) James Broom-Lynne | Anita Blom                     | Helsingborgs stadsteater |
| 1987 | Fröken Gluck                                                       | Utflykten (A Lovely Sunday for Creve Coeur) Tennessee Williams                                                                                    | Anna-Greta Bergman             | Helsingborgs stadsteater |
| 1988 | Systern                                                            | Din stund på jorden Vilhelm Moberg | Anita Blom                     | Helsingborgs stadsteater |
| 1991 | Vera                                                               | Omaka par (The Odd Couple) Neil Simon | Arne Strömgren                 | Helsingborgs stadsteater |
| 1992 | Ann Putnam                                                         | Häxjakten (The Crucible) Arthur Miller | Håkan Lindhé                   | Helsingborgs stadsteater |
| 1992 | Beatrice Lindermann                                                | Maries barn Bengt Ahlfors och Johan Bargum | Jan Nielsen                    | Helsingborgs stadsteater |
| 1992 | Solveig                                                            | Isbjörnarna Jonas Gardell | Kerstin Birde                  | Helsingborgs stadsteater |
| 1993 | Mrs Jennifer Lyons                                                 | Blodsbröder (Blood Brothers) Willy Russell | Ronny Danielsson               | Helsingborgs stadsteater |
| 1994 | Ewa                                                                | Höst och vinter Lars Norén | Thomas Müller                  | Helsingborgs stadsteater |
| 1994 |                                                                    | De sista (Последние, Posledniye) Maksim Gorkij | Ronnie Hallgren                | Helsingborgs stadsteater |
| 1995 | Elisabeth                                                          | Första steget (Shattered Secrets) Libbe S.Halevy                                                                                                  | Göran Stangertz                | Helsingborgs stadsteater |
| 1995 | Donna Pasqua                                                       | Gruffet i Chiozza (Le baruffe chiozzotte) Carlo Goldoni                                                                                           | Jörgen Düberg                  | Helsingborgs stadsteater |
| 1995 | Rachel                                                             | En fröjdefull jul (Season's Greetings) Alan Ayckbourn                                                                                             | Marianne Rolf                  | Helsingborgs stadsteater |
| 1996 | Johanne Luise Heiberg                                              | Från regnormarnas liv Per Olov Enquist | Edith Roger(nb)                | Helsingborgs stadsteater |
| 1997 | Gunnel Ljungh                                                      | En uppstoppad hund Staffan Göthe | Margita Ahlin                  | Helsingborgs stadsteater |
| 1998 | Desiré                                                             | Kunde prästänkan så kan väl du Cecilia Torudd | Margita Ahlin                  | Helsingborgs stadsteater |
| 2000 | Häxa                                                               | Macbeth William Shakespeare | Ulla Gottlieb(da)              | Helsingborgs stadsteater |
| 2000 | Hasses morsa                                                       | Den samvetslöse mördaren Hasse Karlsson... Henning Mankell                                                                                        | Jan Nielsen                    | Helsingborgs stadsteater |
| 2001 | Venticello I                                                       | Amadeus Peter Shaffer | Göran Stangertz                | Helsingborgs stadsteater |
| 2001 | Modern                                                             | Eldansikte (Feuergesicht) Marius von Mayenburg | Jenny Andreasson               | Helsingborgs stadsteater |
| 2002 | Änkan Barlow                                                       | En julsaga (A Christmas Carol in Prose) Charles Dickens                                                                                           | Fransesca Quartey              | Helsingborgs stadsteater |